# Academia de Ciencias de Nueva York
La Academia de Ciencias de Nueva York  (del inglés: New York Academy of Sciences) es la tercera sociedad científica más antigua en los Estados Unidos. Es una organización independiente, sin fines de lucro con más de 25000 miembros en 140 países, la Academia tiene como misión avanzar en la comprensión de la ciencia y la tecnología. Identifica y promueve los avances científicos y profesionales de distintas disciplinas sin límites geográficos, tiende puentes y permite sinergias entre las instituciones y las personas. Contribuye a ampliar los conocimientos científicos convocando los principales expertos en el marco de reuniones y seminarios, así como conferencias interdisciplinarias, y mediante la difusión de información a través de medios impresos y electrónicos. El actual presidente de la Academia es John Sexton, presidente de la Universidad de Nueva York. 

## Introducción
La amplia gama de programas de esta Academia incluye su internacionalmente aclamado calendario anual de importantes simposios sobre interdisciplinaria básica o aplicada investigación en las fronteras del campo; su robusta publicación y difusión de iniciativas; sus esfuerzos para mejorar la alfabetización de la ciencia, y su labor en apoyo de los derechos humanos de los científicos. 
Desde 2002, bajo la dirección del presidente Ellis Rubinstein, la Academia ha emprendido nuevos programas para servir mejor a sus circunscripciones por el fomento de la creación de mini comunidades de interés común. Estos incluyen el Programa de Fronteras de la Ciencia de los grupos de debate interdisciplinario en la vanguardia de las nuevas zonas en las ciencias biológicas, la Ciencia Alianza programa, que abarca 30 instituciones de educación superior de todo los EE. UU., Europa, Asia, y Australia y ofrece la carrera de programación orientado Para estudiantes graduados y posgraduados, y el de Ingeniería y Ciencias Físicas programa, que ofrece un novedoso y crítico foro para el intercambio de nuevas ideas y de datos en los nuevos ámbitos interdisciplinarios. Las áreas de particular importancia en la Academia en los últimos años incluyen campos como la biología de sistemas, la integridad del genoma, las enfermedades infecciosas emergentes, la nanobiotecnología, la cosmología, la ciencia verde y la sostenibilidad, la teoría de las cuerdas, cuantitativa y finanzas, entre otros. 
Cuenta con un amplio programa editorial, anclado por los Anales de la New York Academy of Sciences, la más antigua (desde 1823) continua serie científica publicada en los EE. UU. En los últimos años, la Academia también ha desarrollado una innovadora y amplia serie de reuniones de información electrónica, Mensajes de multimedia en línea que ofrecen una visión general de NYAS y socio de eventos para audiencias de todo el mundo científico. 
Los científicos Sin Fronteras, iniciativa más reciente, es un programa de colaboración con el Proyecto del Milenio de las Naciones Unidas y otros socios clave.Lanzado en 2006, está diseñado para establecer una red mundial de científicos, instituciones, academias, expertos de la industria y los organismos de financiación que se ocupará de la salud y otras necesidades fundamentales del mundo en desarrollo.

## Historia
La Academia de Ciencias de Nueva York (originalmente llamado el Liceo de Historia Natural), ha evolucionado a partir de una notable institución en la mayor área de Nueva York a una de las más importantes organizaciones de la comunidad científica internacional. Desde sus inicios, la Academia ha incluido a miembros prominentes líderes en las ciencias, los negocios, el mundo académico y el gobierno, incluidos los presidentes Thomas Jefferson y James Monroe, Alexander Graham Bell, Thomas Edison, Louis Pasteur, Charles Darwin, Margaret Mead, y de Albert Einstein. En 2007, los miembros incluyeron un número sin precedentes de los premios Nobel (23) en su labor de asesoramiento del Presidente del Consejo por sí solo) y otras luminarias de todos los sectores de la vida. 
Los éxitos de la Academia incluyen muchos históricos “primeros”, como la publicación del primer estudio de polución medioambiental (1876), la primera conferencia sobre antibióticos (1946), una reunión inaugural sobre efectos cardiovasculares del tabaco (1960) y la primera gran conferencia sobre el sida (1983) y el SARS (2003). La Academia también ofrece conferencias tomadas como punto de referencia sobre el especial potencial de las mujeres en la ciencia (1998), música y neurociencia (2000) y una conferencia en China sobre las Fronteras de la Ciencia Biomédica (2005). Los miembros de la Academia también jugaron importantes papeles en la fundación de la Universidad de Nueva York (1831) y el Museo Americano de Historia Natural (1858).
En 2006, la Academia se trasladó a su nueva sede en el piso 40 del número 7 del World Trade Center, uno de los edificios "verdes" de Nueva York más tecnológicamente avanzados del mundo. Con el estado del arte de las instalaciones de reuniones, el espacio de 3.720 metros cuadrados (40.000 pies cuadrados) de espacio satisface mejor las necesidades de crecimiento en cuanto al número de miembros y de los programas de expansión de la Academia.

## Premio Derechos humanos
El nombre completo es "Premio Heinz R. Pagels de Derechos Humanos de los Científicos", que se le da a los científicos por sus contribuciones para salvaguardar o promover los derechos humanos de todos los científicos de todo el mundo. 

## Miembros honorarios vitalicios
- Richard Axel
- Gro Harlem Brundtland
- Francis Crick
- Mildred Spiwak Dresselhaus
- Judah Folkman
- William T. Golden
- Dudley R. Herschbach
- Tsung-Dao Lee
- Ernst Mayr
- Matthew Meselson
- P. Roy Vagelos
- Harold Varmus

## Socios honorarios
- Robert R. Alfano
- Ralph Alpher
- Bruce Ames
- Jesse H. Ausubel
- Phaedon Avouris
- Linda G. Basch
- M. Flint Beal
- Dimitri Beskos
- Jeanne Brooks-Gunn
- Andrea Califano
- B. J. Casey
- Brian T. Chait
- David Chang
- Virginia Cornish
- David Cowburn
- Ronald Dahl
- Christian de Duve
- Titia de Lange
- Claude Desplan
- Samuel Devons
- Gerald M. Edelman
- Harvey V. Fineberg
- Vincent Fischetti
- Alan Friedman
- Elaine Fuchs
- Sam Gandy
- Emmanuel Gdoutos
- Uwe Gielen
- Robert Goldberger
- Matthew Goldstein
- Jordan Grafman
- Daniel Griffith
- Godfrey Gumbs
- Lloyd Guth
- William Haseltine
- Rockville, MD
- Herbert Hauptman
- Norman Horing
- Frances Degen Horowitz
- D. Frank Hsu
- Mohammad Jamshidi
- Steve Jonas
- Calestous Juma
- Gabor J. Kalman
- Lisa Klein
- Mary-Jeanne Kreek
- Harvey D. Kushner
- George Ainsworth Land
- Joseph LeDoux
- Tsu-Tien Lee
- W. Ian Lipkin
- Richard Lokshin
- Asad Madni
- Dennis Mangano
- Richard Mayeux
- Roberta B. Miller
- Peter Model
- John Morrison
- Fujio Numano
- Iwao Ojima
- Donald Orlic
- David Perlin
- Barbara Petrack
- Donald Pfaff
- Fred Plum
- Shirley Raps
- H. Bruce Rinker
- Nancy Russo
- Mortimer D. Sackler
- Raymond R. Sackler
- Oliver W. Sacks
- A. George Schillinger
- Daniel Schutzer
- Saw-Teen See
- Suresh P. Sethi
- Bassam Shakhashiri
- David E. Shaw
- Carol Shoshkes-Reiss
- Sydel F. Silverman
- Samuel Silverstein
- Anna Marie Skalka
- Lowell Steele
- Ralph Steinman
- Gustavo Stolovitzky
- Gerald Sussman
- Shirley M. Tilghman
- Nancy Tooney
- Joseph F. Traub
- Kosta Tsipis
- Thomas Tuschl
- Neil de Grasse Tyson
- Lawrence Wennogle
- George Yancopoulos
- Myrna Weissman
- George M. Whitesides
- Norton Zinder